# زالاسگوار
زالاسگوار (به مجاری:  Zalaszegvár) یک شهرداری در مجارستان است که در وسپرم واقع شده‌است. زالاسگوار ۶٫۸۴ کیلومتر مربع مساحت و ۱۴۰ نفر جمعیت دارد.